# Hollandina
Hollandina es un género de foraminífero bentónico de la subfamilia Gavelinellinae, de la familia Gavelinellidae, de la superfamilia Chilostomelloidea, del suborden Rotaliina y del orden Rotaliida. Su especie tipo es Hollandina pegwellensis. Su rango cronoestratigráfico abarca el Thanetiense (Paleoceno superior).

## Clasificación
Hollandina incluye a la siguiente especie:
- Hollandina pegwellensis †